# Inventario Estructurado de Simulación de Síntomas
El Inventario Estructurado de Simulación de Síntomas (SIMS; conocido en inglés como Structured Inventory of Malingered Symptomatology) de autores Smith y Burger[1] es un cuestionario verdadero-falso de 75 ítems.  Demasiado muchos psicólogos clínicos y forenses todavía utilizan el SIMS para detectar la posible simulación de síntomas médicos, creyendo que el SIMS de verdad puede medir simulación.  En realidad, desde un psicométrico punto de vista, el SIMS demuestra muy baja especificidad .  Por ejemplo, Richard Rogers et al.[2] calculó la especificidad como .28 (“the recommended SIMS total cut score of>14 functioned poorly, because most genuine responders also exceeded this cut score (i.e., specificity = .28). Even at a 25% base rate, more than two thirds (positive predictive power, PPP = .70) of those identified will be genuine responders. At least for these inpatients, a much higher SIMS total cut score (> 44) is required to achieve a very high specificity." Rogers et al.[2]).
Los análisis psicológicos y psiquiátricos del contenido de los 75 ítems han demostrado que todos describen síntomas médicos legítimos.[3,4,5,6]  Más del 50% de estos son síntomas verdaderos de síndrome post-conmoción cerebral, o lesiones o hernias de discos cervicales y lumbares.[7]  Por ejemplo, el ítem 44 (“Siento un zumbido constante en mis oídos”) es médicamente conocido como tinnitus.  Los pacientes heridos en accidentes automovilísticos o los soldados con lesiones similares corren un alto riesgo de ser diagnosticados erróneamente como “simuladores”.  Sus tratamientos y otras indemnizaciones son falsamente negados.  Cuanto más síntomas médicos o psicológicos reporten estos pacientes honestamente, más probabilidades hay de que sean clasificados falsamente como simuladores. [7]
Los metanálisis estadísticos[8] han demostrado que los simuladores y los pacientes legítimos con lesiones por accidentes automovilísticos obtienen puntajes similares en el SIMS porque ambos grupos afirman sufrir síntomas médicos.  Ambos grupos reciben SIMS puntajes más altos que las personas normales sanas que responden honestamente.[8]
Un estudio reciente realizado por un equipo dirigido por Rogers[2] encontró que más de dos tercios de los pacientes psiquiátricos legítimos fueron clasificados erróneamente como simuladores por el SIMS.  El SIMS no tiene ninguna capacidad fiable para clasificar correctamente los simuladores y los pacientes verdaderos, es sin validez.  Desafortunadamente, era traducido no solo al español, sino también al alemán, italiano, portugués y turco.